# 朱翌
朱翌（1097年—1167年），字新仲，自號灊山道人、省事老人，舒州懷寧（今安徽潜山）人。
徽宗政和八年（1118年），賜同上舍出身。歷官溧水縣主簿、試起居舍人。紹興十一年（1141年），擢中書舍人兼實錄院修撰，不久因忤秦檜，責韶州居住。紹興二十五年，充秘閣修撰。晚年定居鄞縣。孝宗乾道三年（1167年）卒。有《灊山文集》四十卷，已佚。另有《猗覺寮雜記》。